# Meghan Schnur
Meghan Elisabeth Schnur (* 16. April 1985 in Butler, Pennsylvania) ist eine US-amerikanische Fußballspielerin.

## Karriere

### Verein
Schnur spielte während ihres Studiums an der University of Connecticut für die dortige Universitätsmannschaft, die Connecticut Huskies. Zusätzlich lief sie von 2004 bis 2008 in den vorlesungsfreien Sommermonaten für die WPSL-Franchise der New England Mutiny auf. Zur Saison 2009 der neugegründeten WPS wurde Schnur vom Sky Blue FC gedraftet und gewann mit diesem am Saisonende die Meisterschaft. Nach einem weiteren Jahr bei Sky Blue wechselte sie zur Saison 2011 zum Ligakonkurrenten Washington Freedom und beendete danach zunächst ihre aktive Karriere.
Im Frühjahr 2014 gab Schnur ihr Comeback bei der W-League-Franchise der Colorado Rush. In ihrem ersten Spiel dort, einem 8:0-Kantersieg über den Lokalrivalen Colorado Storm, gelangen ihr hierbei zwei Tore.

### Nationalmannschaft
Schnur spielte für die U-16-, U-17-, U-19-, U-21- und U-23-Mannschaften der USA und nahm unter anderem an der U-19-Weltmeisterschaft 2004 teil. Im Jahr 2010 kam sie in sechs Partien der US-amerikanischen A-Nationalmannschaft zum Einsatz und gewann mit ihr den Algarve-Cup.

## Erfolge
- 2009: Gewinn der WPS-Meisterschaft (Sky Blue FC)
- 2010: Gewinn des Algarve-Cup